# Erectidens
Erectidens is een geslacht van weekdieren. De wetenschappelijke naam van het geslacht werd voor het eerst geldig gepubliceerd in 1953 door Henry Augustus Pilsbry.